# 予告殺人
『予告殺人』（よこくさつじん、原題：A Murder is Announced）は、1950年に刊行されたアガサ・クリスティの推理小説。マープルシリーズの長編第4作目にあたり、クラドック警部初登場作品でもある。
本作は、マープルシリーズの中でクリスティ・ファンから最も高く評価されている（後述の#作品の評価を参照）。

## あらすじ
チッピング・クレグホーンの地元紙「ギャゼット」の広告欄に次のような文章が掲載された。「殺人お知らせ申し上げます…10月29日金曜日、午後6時30分よりリトル・パドックス館にて、…」 
リトル・パドックス館の主人、レティシア・ブラックロックはこれに驚くが、客を迎える準備をする。予告の時刻が近づくと、好奇心旺盛な村の人々が館に集まる。時計が6時30分を指した時、明かりが消え、部屋のドアが開いて、まぶしい灯りを持った男が現れ、人々に 「手を上げろ！」と命令する。そして、銃声が響く。部屋の電灯が復旧すると、レティシアは耳から血を流しており、床には男の死体が横たわっている。レティシアのコンパニオンのドラは、その男が地元のホテルで働くスイス人で、最近レティシアに金の無心をしてきたルディー・シャーツだと気づく。
現場検証と目撃者の事情聴取を行った警察はルディー・シャーツが犯人として事件を終結させようとするが、納得がいかないクラドック警部は、名付け親であるヘンリー・クリザリング卿に紹介されたミス・マープルを事件解明の手伝いに連れていく。シャーツの恋人マーナ・ハリスは、シャーツが何者かに雇われて強盗犯の演技をしたことを明かし、事件の本当の標的はレティシアだったのであり、シャーツは口封じのために殺されたのだという推測が有力となる。
レティシアは資産家ランダル・ゲドラーの下でかつて働いていた。ゲドラーの遺産は妻のベルが相続したが、ベルも死期が近く、彼女が亡くなれば、レティシアが遺産を相続することになっていた。しかし、もしレティシアがベルより先に死亡すると、遺産はゲドラーの妹ソニアの双子の子供であるピップとエマに渡ることになっていた。
クラドックは、ソニアの一家が今どこにいるのか、成長した双子がどんな顔をしているのか、誰も知らないということを知る。レティシアにはシャーロットという妹がおり、彼女は甲状腺腫を患っていたことがわかる。姉妹の父親は医者だったが、甲状腺腫の手術を信用せずシャーロットに受けさせなかったため、シャーロットは病状が悪化して、引きこもりになったという。第二次世界大戦の少し前にその父親が亡くなり、レティシアはゲドラーの仕事を辞めて、妹をスイスに連れて行き、手術を受けさせた。姉妹はスイスで終戦を待ったが、シャーロットは結核で急死してしまい、レティシアは独りでイギリスに戻ったのだという。
マープルはドラとお茶をする。ドラの他に、館にはパトリック・シモンズと妹のジュリア、そして若い未亡人のフィリッパ・ヘイムズが居候していた。ドラは、家の中にあるランプが入れ替わっていることに言及する。
レティシアはドラの誕生日会を開き、シャーツが殺された時に現場にいたほぼ全員を招待する。料理人のミッチーは、「甘美なる死」という名の特製ケーキを作る。パーティーの後、ドラは頭痛を訴え、レティシアの部屋にあったアスピリンを飲む。翌朝、ドラが毒死しているところが発見される。
レティシアは、本物のジュリア・シモンズから手紙を受け取り、彼女の館でジュリアを名乗っていた人物と対峙し、彼女は本当はエマであることを白状する。彼女はレティシアの殺人未遂を否定し、双子のピップとは幼児の時以来会っていないと言う。
隣人ヒンチクリフとマーガトロイドはシャーツの事件を振り返り、マーガトロイドは事件当時ある人物がその部屋に見当たらなかったことを思い出すが、その人物の名前をヒンチクリフに告げる前に殺されてしまう。
クラドック警部は館に関係者を集める。その場でミッチーはレティシアがシャーツを撃つのを見たと主張するが、クラドックは取り合わない。その場でフィリッパ・ヘイムズは自分がピップであることを認める。すると台所から悲鳴が聞こえ、皆が駆けつけるとレティシアがミッチーを流しに押し付けて溺れさせようとしているのが発見され、逮捕される。
マープルは、本当のレティシアはスイスで肺炎で死んだのであり、妹のシャーロットが姉になりすましたのだと説明する。ルディ・シャーツは、かつてスイスの病院に勤めていて、シャーロットの顔に見覚えがあったので殺されたのだった。彼女はランプのコードに細工して、後で皆が時計の音に気を取られている時に水をかけてショートさせて家を停電させ、シャーツを撃ち、自分の耳を爪切りで切った。ドラは姉妹の幼なじみであり、シャーロットがレティシアになりすましていることも知っていた。彼女はときどきシャーロットの本来の愛称を口走ることがあったため殺されてしまったのだった。ミッチーが殺人現場を見たと証言したのはマープルが仕掛けた罠だった。
事件は解決し、フィリッパとエマがゲドラー家の財産を相続する。フィリッパはエドマンド・スウェッテナムと結婚し、チッピング・クレグホーンに住むようになる。

## 登場人物
ジェーン・マープル
セント・メアリ・ミード村に住む探偵好きな独身の老婦人。
レティシア・ブラックロック
リトル・パドックス館の60代の女主人。愛称「レティー」。昔は資産家の秘書として務めた。
ドラ・バンナー
レティシアの親友。愛称「バニー」。リトル・パドックス館に住んでいる。
パトリック・シモンズ
レティシアの年離れた再従弟。レティシアのことを「おば」と呼ぶ。
ジュリア・シモンズ
レティシアの年離れた再従妹。レティシアのことを「おば」と呼ぶ。
フィリッパ・ヘイムズ
美貌の下宿人。
ミッチー
外国人のメイド。
アーチー・イースターブルック大佐
インドから帰ったばかりの心理学者。
ローラ・イースターブルック
イースターブルック大佐の若妻。
エドマンド・スウェッテナム
文学青年。
スウェッテナム夫人
エドマンドの母。
ヒンチクリフ
養鶏業者。
エイミー・マーガトロイド
養鶏業者。ヒンチクリフの同居人。
ジュリアン・ハーモン
牧師。
ダイアナ・ハーモン
ジュリアンの妻。愛称「バンチ」。
ルディー・シャーツ
スイス人の強盗。
メーナー・ハリス
シャーツの彼女。
ダーモット・エリック・クラドック
捜査課の警部
ジョージ・ライデスデール
警察署長。
フレッチャー
巡査部長。
レッグ
巡査。
ヘンリー・クリザリング卿
前警視総監。
ランダル・ゲドラー
資産家。レティシアの元雇い主。
ベル・ゲドラー
ランダルの妻。
ソニア
男と駆け落ちしてゲドラー家を出たランダルの妹。
ピップ
ソニアの子。
エマ
ソニアの子。
シャーロット・ブラックロック
レティシアの妹。愛称「ロティー」。

## 作品の評価
- 江戸川乱歩は本作品を作者ベスト8の1つに挙げている[注 2]。
- 辛口の評論に定評があるとされている英国の作家ロバート・バーナードは『欺しの天才 アガサ・クリスティ創作の秘密』（1979年）の中で、傑作として挙げた3作のうちの1作に本作を挙げている[1]。
- 作者ベストテンでは、1971年の日本全国のクリスティ・ファン80余名の投票で本作品は3位（1位は『そして誰もいなくなった』、2位は『アクロイド殺し』）[2]、1982年に行われた日本クリスティ・ファンクラブ員の投票では4位に挙げられている（1位は『そして誰もいなくなった』、2位は『アクロイド殺し』、3位は『オリエント急行の殺人』）[3]。
- 2015年にAGATHA CHRISTIE LIMITEDにより行われた「世界で一番好きなクリスティ・グローバル投票」で本作品は6位に選出されている[4]。
- 青山剛昌は『名探偵コナン』第20巻で、カバー裏のおまけ「青山剛昌の名探偵大図鑑」のミス・マープルの項目にて本作品をおすすめとして挙げている。

## 出版
| 題名                            | 出版社   | 文庫名                             | 訳者       | 巻末         | カバーデザイン                                  | 初版年月日     | ページ数 | ISBN              | 備考 |
| ------------------------------- | -------- | ---------------------------------- | ---------- | ------------ | ----------------------------------------------- | -------------- | -------- | ----------------- | ---- |
| 豫告殺人                        | 早川書房 | 世界傑作探偵小説シリーズ8          | 田村隆一   | 訳者あとがき |                                                 | 1951年         | 346      |                   | 絶版 |
| 予告殺人                        | 早川書房 | ハヤカワ・ポケット・ミステリ181    | 田村隆一   | 解説         |                                                 | 1955年         |          |                   | 絶版 |
| 予告殺人                        | 早川書房 | ハヤカワ・ミステリ文庫1-7          | 田村隆一   | 田中潤司     | 真鍋博                                          | 1976年6月      | 366      | 4-15-070007-9     | 絶版 |
| 予告殺人                        | 早川書房 | クリスティー文庫38                 | 田村隆一   | 解説 三橋暁  | Hayakawa Design                                 | 2003年11月11日 | 486      | 978-4-15-130038-7 | 絶版 |
| 予告殺人                        | 早川書房 | クリスティー・ジュニア・ミステリ 4 | 羽田詩津子 |              | イラスト:たなか しんすけ                        | 2008年2月25日  | 456      | 978-4-15-208898-7 |      |
| 予告殺人［新訳版］              | 早川書房 | クリスティー文庫38                 | 羽田詩津子 | 解説 三橋暁  | 早川書房デザイン室                              | 2020年5月26日  | 480      | 978-4-15-131038-6 |      |
| ミス・マープルの名推理 予告殺人 | 早川書房 | ハヤカワ・ジュニア・ミステリ 8     | 羽田詩津子 |              | イラスト:藤森カンナ、 イラスト編集:サイドランチ | 2020年6月26日  | 416      | 978-4-15-209928-0 |      |

## 映像化

### テレビドラマ

#### イギリスのテレビドラマ
ミス・マープル（ジョーン・ヒクソン）『予告殺人』
シーズン1 エピソード3（通算第3話）  イギリス1985年放送
- レティシア・ブラックロック: アーシュラ・ハウエルズ
- ジュリア・シモンズ: サマンサ・ボンド
- パトリック・シモンズ: サイモン・シェパード
- フィリッパ・ヘイムズ: ニコラ・キング

アガサ・クリスティー ミス・マープル（ジェラルディン・マクイーワン）『予告殺人』
シーズン1 エピソード4（通算第4話） イギリス2005年放送
- レティシア・ブラックロック: ゾーイ・ワナメイカー
- ジュリア・シモンズ: シエンナ・ギロリー
- パトリック・シモンズ: マシュー・グード
- フィリッパ・ヘイムズ: キーリー・ホーズ

#### 日本のテレビドラマ（2007年）
2007年3月6日に日本テレビ系列「火曜ドラマゴールド」（火曜21時 - 22時54分）にて『予告殺人』のタイトルで放送。主演は岸惠子。

#### 日本のテレビドラマ（2019年）
テレビ朝日系列「日曜プライム」（日曜21時 - 23時5分）にて2019年4月14日に『ドラマスペシャル アガサ・クリスティ 予告殺人』のタイトルで放送。テレビ朝日のみ、20時58分 - 21時に『このあと日曜プライム』も別途放送。
2017年3月に同局系列にて放送された『二夜連続ドラマスペシャル アガサ・クリスティ そして誰もいなくなった』で「探偵役」を務めた警視庁の捜査一課特捜係に所属する、変わり者の警部・相国寺竜也を主人公に据えた、現代の日本を舞台とした翻案版。相国寺が登場する作品としては4作目（第2作『アガサ・クリスティ 二夜連続ドラマスペシャル パディントン発4時50分〜寝台特急殺人事件〜』ではラストシーンで列車の乗客としてのみ登場）。

##### キャスト（2019年）

###### 警視庁捜査一課・特別捜査係
相国寺竜也（しょうこくじ りゅうや）
演 - 沢村一樹
警部。「小径の館」で起きた殺人事件に二人の部下を連れて捜査に乗り出す。
多々良伴平（たたら ばんぺい）
演 - 荒川良々
刑事。相国寺の部下。
月見兎左子（つきみ うさこ）
演 - 芦名星
刑事。相国寺の部下。通称「ピョン子」。

###### “小径の館”のパーティー参加者
黒岩怜里（くろいわ れいり）
演 - 大地真央
西多摩郡あさひ町にある「小径の館」の当主。通称「レーリィ」。タウン紙の記事に「殺人のお知らせ 10月29日金曜日 於・小径の館 お仲間のお越しをお待ちします」という広告を発見する。ドッキリだと思い広告どおりパーティーを開く。黒岩怜里は偽名で正体は亡くなったと言われていた怜里の妹「黒岩楼里」（通称「ローリィ」）。
立花詩織（たちばな しおり）
演 - 北乃きい
5年半前から「小径の館」の借家人。画家。通称「リッカ」。立花詩織というのは絵描きとしての雅号で本名は「砂原炎真」。画家になる前は青森県八戸市で自衛隊員だった。砂原閑歩は二卵性双生児の姉。母親は外道蘭毘の妹の素仁愛。
武類桜子
演 - 田島令子
留九郎の妻。通称「チェリー」。
桃畑鳩児
演 - 山本涼介
「小径の館」の下宿人。インテリアの工芸家。通称「クックル」。怜里と楼里のまたいとこ。
桃畑雉香
演 - 吉川愛
「小径の館」の下宿人。陶芸家。鳩児の妹で通称「ケンケン」。桃畑雉香は偽名で正体は鳩児が初めて西多摩郡あさひ町に来た時に駅前のバーで知り合った女性「砂原閑歩」。砂原炎真は二卵性双生児の妹。母親は外道蘭毘の妹の素仁愛。
ミッチー
演 - ルビー・モレノ
「小径の館」の家政婦。6年前に6歳の息子が道路に飛び出し怜里の車にはねられて死亡。怜里から多額の見舞金をもらい住み込み家政婦として雇われる。
八矢門馬
演 - 村杉蝉之介
牧師。通称「ハーモン」。
八矢万智
演 - 山口香緒里
門馬の妻。通称「バンチ」。
品地栗江
演 - 大後寿々花
「ヒンチとトトのFARM」の菜園生。通称「ヒンチ」。
町田百々子
演 - 佐藤玲
「ヒンチとトトのFARM」の菜園生。通称「トト」。
夏目芙美子
演 - 和泉ちぬ
芥川文士の母。3年前に文士と西多摩郡あさひ町に転入する。
芥川文士
演 - 鈴木勝大
タウン紙「あさひタイムズ」の編集長。車井久三から代金を受け取り「小径の館」での殺人予告の広告を掲載する。
武類留九郎
演 - 国広富之
ヤメ検弁護士。通称「ブルック」。
土田寅美（つちだ とらみ）
演 - 室井滋
怜里の親友で「小径の館」の同居人。通称「ドラ」。身寄りがなく頭痛とリウマチに悩まされている｡

###### 渋谷東警察署（鬼バンチーム）
堂道元治
演 - 石垣佑磨
荒くれ刑事。鬼瓦の部下。
渋民義男
演 - 日野陽仁
おやじさん刑事。鬼瓦の部下。
有川旭
演 - 日沼さくら
女刑事。鬼瓦の部下。
峰岸徹朗
演 - 宮沢大地
中堅刑事。鬼瓦の部下。
西島徳太
演 - 大和孔太
新人刑事。鬼瓦の部下。
十条潔司
演 - 鳥居功太郎
学者肌の刑事。鬼瓦の部下。
鬼瓦胖六（おにがわら ばんろく）
演 - 村田雄浩
警部。通称「鬼バン」。相国寺とは旧知の仲。殺された車井久三の現住所が渋谷東署の管内だったため、鬼バンチームで捜査にあたる。

###### その他
車井久三
演 - 大浦龍宇一
2週間前まで駅前のホテルに勤務。以前は小樽北病院で守衛をしていた。「小径の館」のパーティーで死体で発見される。
安中礼仁奈
演 - 大野いと
役者。安中礼仁奈は芸名で本名は「桃畑雉香」。大阪で芝居をしていて、「イーハトーブの人々」という舞台をやっている｡
黒岩怜里
演 - 唐木ちえみ
本物の「黒岩怜里」で黒岩楼里の姉。外道蘭毘の秘書をしていたが、8年前に楼里が甲状腺炎で小樽北病院に入院したため、秘書の仕事を辞めて付きっきりで看病にあたる。楼里の甲状腺の手術が終わった1年後に急性肺炎をこじらせて死亡。
春川真名
演 - 中山こころ
ウェイトレス。車井久三はパパ友。
野田とま子
演 - かとうあつき
旭川聖母病院の看護師。
外道寿津
演 - 夏樹陽子
「旭川のドン・ファン」と呼ばれた北海道の資産家・外道蘭毘の妻。通称「ベル」。生まれつき病弱で旭川聖母病院に入院している。

##### スタッフ（2019年）
- 原作 - アガサ・クリスティ『予告殺人』（ハヤカワ文庫刊）
- 脚本 - 長坂秀佳
- 監督 - 和泉聖治
- 音楽 - 吉川清之
- ロケ協力 - 山野美容専門学校、オンワード総合研究所、西桂町、富士河口湖町 ほか
- ガンエフェクト - 栩野幸知
- 技術協力 - アップサイド
- 美術協力 - RIMATE Creative（新都総合芸術）、高津装飾美術
- VFX - テレビ朝日クリエイト
- ポスプロ - アムレック
- カースタント - 高橋レーシング
- 原作ライセンス - Agatha Christie Limited
  - エグゼクティブプロデューサー - Basi Akpabio、Leo Dezoysa
  - 日本国内エージェント - Timo Associates（甲斐美代子、甲斐絵里）
- チーフプロデューサー - 五十嵐文郎（テレビ朝日）
- プロデューサー - 藤本一彦（テレビ朝日）、椋樹弘尚（角川大映スタジオ）
- 制作協力 - 角川大映スタジオ
- 制作著作 - テレビ朝日